# Gemeinde Prebold

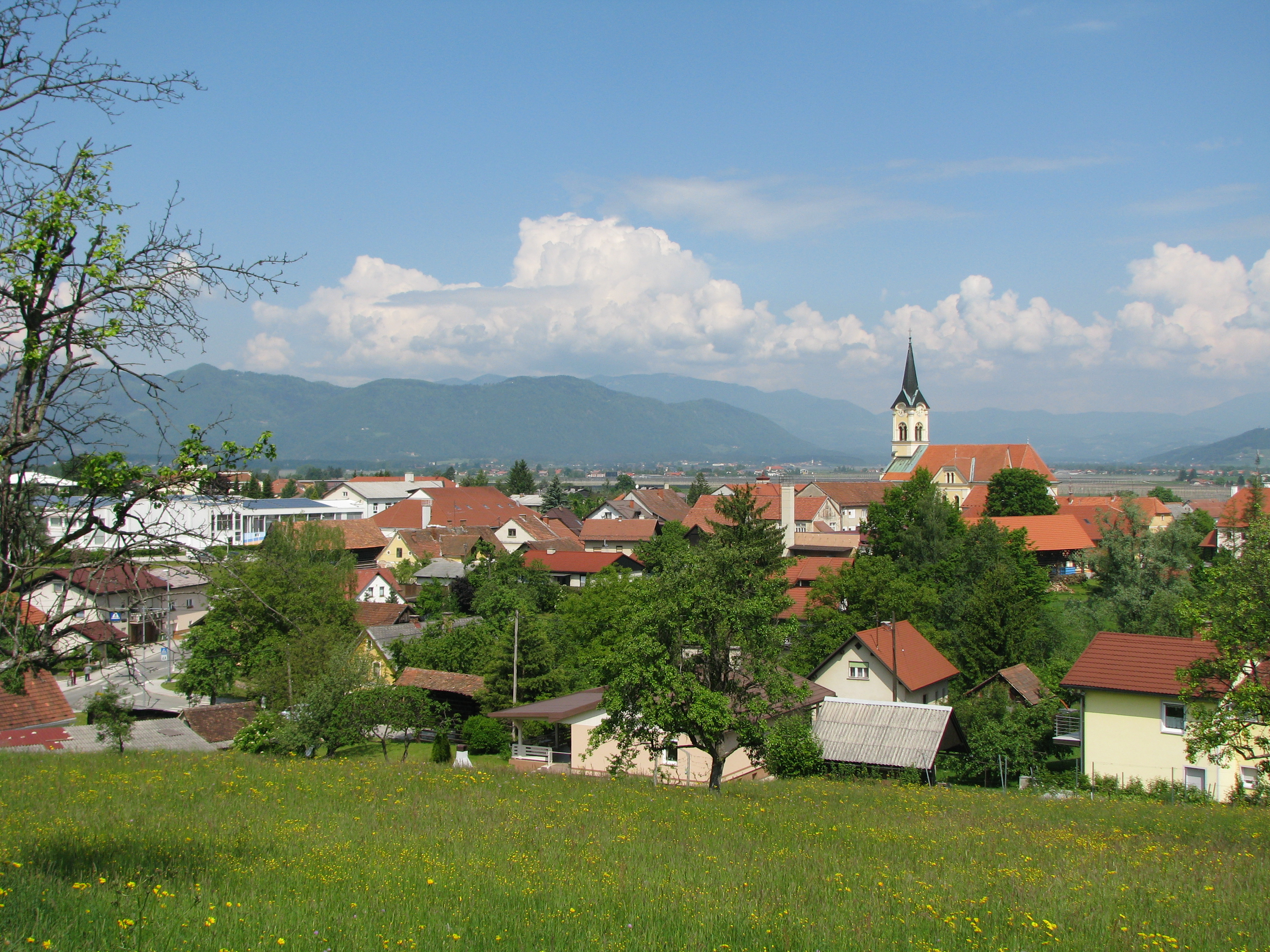
Blick auf Prebold

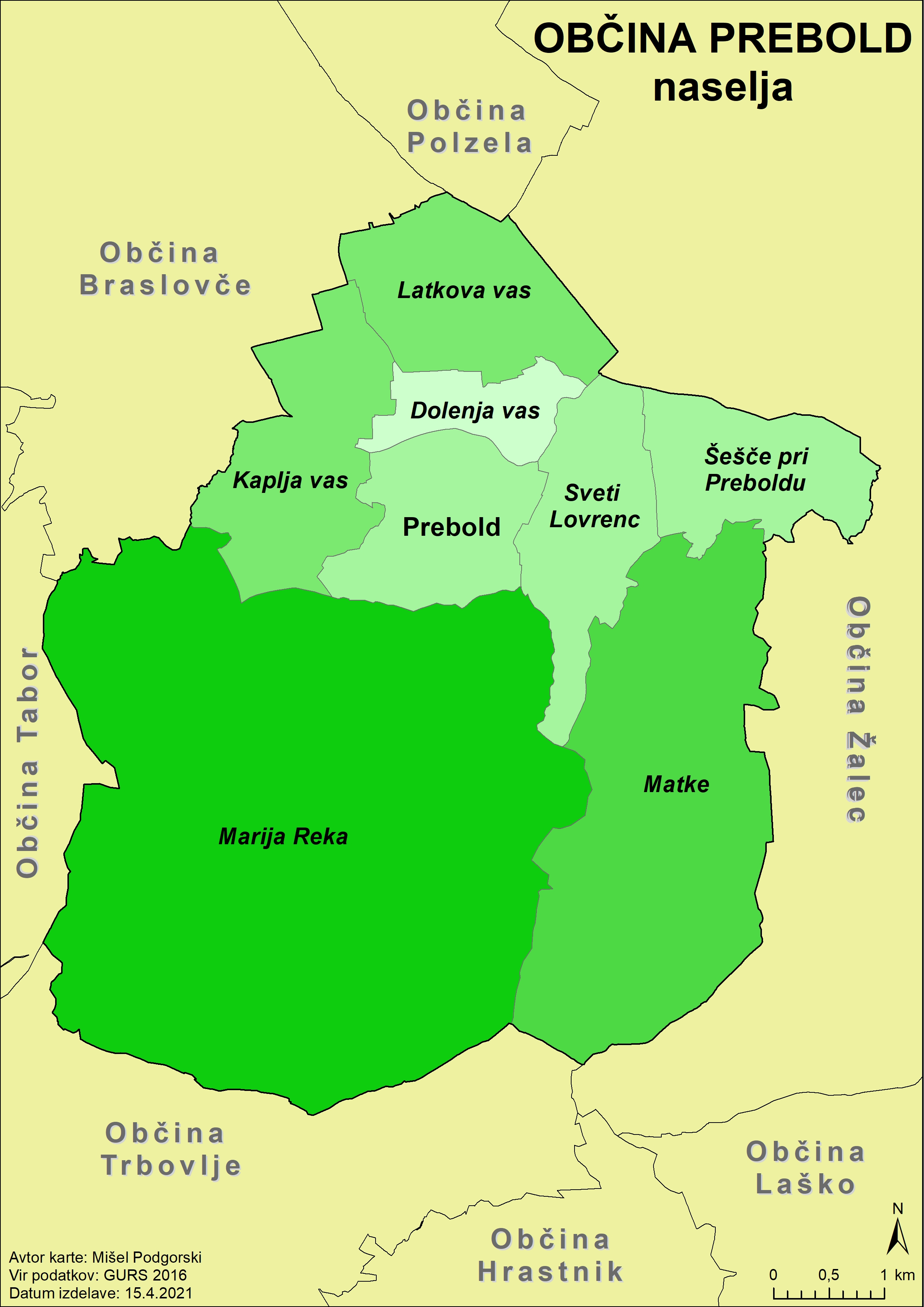
Übersichtskarte der Ortsteile

Die Gemeinde Prebold (Deutsch (historisch): Pragwald) ist eine acht Ortschaften umfassende Gemeinde in der historischen Landschaft Štajerska, Region Savinjska, in Slowenien. Verwaltungssitz ist die Ortschaft Prebold.

## Ortschaften
Die folgenden Ortschaften gehören zur Gemeinde (in Klammern: die vor 1918 gebräuchlichen deutschsprachigen Ortsbezeichnungen)
- Dolenja vas (dt.: Niederdorf)
- Kaplja vas (dt.: Kappelsdorf)
- Latkova vas (dt.: Lackendorf)
- Marija Reka (dt.:  Maria Bach)
- Matke (dt.: Sankt Maria)
- Prebold  (dt.: Pragwald)
- Sveti Lovrenc (dt.: Sankt Laurenty)
- Šešče pri Preboldu (dt.: Schönbichl)

## Geschichte
Auf dem Gemeindegebiet existieren in der Ortschaft Marija Reka Massengräber aus der Zeit des Zweiten Weltkriegs mit den Überresten von über 2000 Opfern.

## Nachbargemeinden
| Braslovče | Polzela                                     | Žalec |
| Tabor     | Kompassrose, die auf Nachbargemeinden zeigt | Žalec |
| Trbovlje  | Trbovlje                                    | Žalec |

## Persönlichkeiten
- Sonja Porle (* 1960), Autorin